# Pośrednik w obrocie nieruchomościami
Uwaga! Ten artykuł od 2020-07 opisuje nieaktualny stan prawny. Jeśli możesz, popraw treść na podstawie najświeższych informacji.
Dokładniejsze informacje o tym, co należy poprawić, być może znajdują się w dyskusji tego artykułu.
 Po wyeliminowaniu niedoskonałości należy usunąć szablon {{Dopracować}} z tego artykułu.
Pośrednik w obrocie nieruchomościami (agent nieruchomości) – „to przedsiębiorca prowadzący działalność gospodarczą z zakresu pośrednictwa w obrocie nieruchomościami.”
Pośrednictwo w obrocie nieruchomościami, zgodnie z ustawą o gospodarce nieruchomościami, polega na odpłatnym wykonywaniu czynności zmierzających do zawarcia przez osoby trzecie umów: nabycia, zbycia prawa do nieruchomości lub jej części. Czynności pośrednictwa mogą obejmować również nabycie lub zbycie spółdzielczego własnościowego prawa do lokalu, a także najem lub dzierżawę nieruchomości lub jej części. Po deregulacji zawodu pośrednika w 2013 roku, do wykonywania zawodu nie jest obecnie wymagana licencja zawodowa.

## Podstawy prawne
Zawody związane z obsługą nieruchomości:
- zarządca nieruchomości,
- pośrednik w obrocie nieruchomościami,
- rzeczoznawca majątkowy

działają na podstawie z ustawy o gospodarce nieruchomościami, która określa podstawowe zasady prowadzania działalności zawodowej w tym zakresie. Po „deregulacji” wielu zawodów w 2013 r. odrębną ustawą, zniesiono licencje zawodowe dla pośredników w obrocie nieruchomościami.

## Uzyskanie licencji pośrednika w obrocie nieruchomościami – rys historyczny
Do końca roku 2007 aby otrzymać licencję pośrednika w obrocie nieruchomościami, wystarczyło posiadać średnie wykształcenie, odbyć kurs, półroczną praktykę i zdać egzamin państwowy (pisemny i ustny).
Z dniem wejścia ustawy nowelizującej (1 stycznia 2008) został zniesiony egzamin państwowy. Wówczas należało posiadać wykształcenie wyższe i ukończyć studia podyplomowe w zakresie pośrednictwa w obrocie nieruchomościami lub posiadać wykształcenie wyższe z zakresu gospodarki nieruchomościami oraz odbyć odpowiednio udokumentowaną praktykę. Ponadto osoba ubiegająca się o licencję musi być niekarana oraz posiadać pełną zdolność do czynności prawnych. Osoba z wykształceniem średnim, która chciała ubiegać się o licencję, zobowiązana była do zdania egzaminu państwowego. Licencję mogła uzyskać wyłącznie osoba fizyczna. Licencję nadaje Minister Infrastruktury. Licencję pośrednika w obrocie nieruchomościami (na 31 stycznia 2013 r.) posiadało 19 350 osób.
W 2013 r. uchwalono tzw. „ustawę deregulacyjną”, mocą której zniesiono obowiązek posiadania licencji pośrednika w obrocie nieruchomościami. Po deregulacji zawodu pośrednika i zniesieniu obligatoryjnych licencji, stowarzyszenia branżowe rozpoczęły proces nadawania licencji w trybie pozarządowym. Fakultatywne licencje nie są jednak dokumentem jakkolwiek upoważniającym do wykonywania czynności pośrednictwa, tylko pełnią rolę wyłącznie wizerunkowo-prestiżową. Każda organizacja pozarządowa posiada własne, indywidualne kryteria przyznawania stowarzyszeniowych licencji, natomiast najczęściej wymagane jest ukończenie specjalistycznego kursu i zdanie dedykowanego egzaminu licencyjnego. Ponadto, stowarzyszenia z reguły wymagają od kandydatów do uzyskania licencji przynajmniej średniego wykształcenia i zaakceptowania wewnętrznych dokumentów, na przykład kodeksów etyki czy oświadczeń o niekaralności.

## Obowiązki pośrednika w obrocie nieruchomościami
Zakres pracy pośrednika określa umowa pośrednictwa podpisana w formie papierowej, pod rygorem nieważności.